# مدال بانوی مقدس
مدال بانوی مقدس (به فرانسوی: Médaille Miraculeuse) نامی است که کاتولیک‌ها به مدالی داده‌اند که توسط سنت کاترین لابوره بین کاتولیک‌های معتقد رایج شد. کاترین لابوره در سال ۱۸۳۰ در کلیسای واقع در خیابان بک در پاریس مریم مقدس را دید. در این دیدار مریم مقدس از او خواست مدالی تهیه کند که مسیحیان وفادار همراه خود داشته باشند. بنابر تعلیمات کاتولیک، همراه داشتن این مدال، افراد معتقد را از عشق، حمایت و برکات مریم مقدس برخوردار می‌کند. این مدال به شکل بیضی است و توسط جواهرساز آدریان واشت ساخته شده‌است.در همین مدال کوچک همه ی تاریخ رستگاری از پیدایش تا مکاشفات یوحنا ی رسول گنجانده شده است و نقش حیاتی شهبانوی مقدس را در مرحله نهایی پیکار با اهریمن را میبینیم

## شرح طرف پشتی مدال
علامت صلیب را می بینیم که نمادیست از قربانی شدن عیسی مسیح بر روی صلیب در تپه ی جلجتا. در پایین صلیب یک خط به چشم می خورد که نمایاننده ی پای صلیب است در داخل خط هم حرف بزرگ ام دیده می شود که نشان دهنده ی مریم مقدس می باشد زیرا حرف اول نام مقدس اوست و نشان می دهد که هنگامی که مسیح برای نجات ما بر روی صلیب قربانی شد مریم باکره هم پای صلیب او بود و در قربانی شدن پسرش او هم سهیم است. حرف M در پایین صلیب نقش مطیع و فرمانبردار بودن مادر مقدس را نسبت به فرزندش نشان می دهد.این حرف نشان و سمبل مادر هم است. پایین تر بر روی مدال دو قلب دیده می شود یکی با تاج خار احاطه شده که قلب عیسی مسیح است و از میان قلب دیگری شمشیری عبور کرده این قلب قلب مادر مقدس مسیحیان است.بالای هر دو قلب مشعل فروزان وجود دارد که نمادی از عشق سوزان مسیح و مریم باکره برای به انجام رساندن رسالتشان میباشد در لبه های قاب بیضوی شکل مدال، دوازده ستاره به چشم می خورد که گرداگرد مدال چیده شده‌اند این ستاره ها اشاره ایست به آیاتی از کتاب مکاشفات یوحنا در انجیل.

## شرح طرف رویی مدال
روی مدال تصویر مریم پاک را در حالی مشاهده میکنیم که با یکی از پاهایش سر مار را له کرده است بر روی کره در پایین مدال عدد ۱۸۳۰ حک شده است این عدد نشان دهنده این سال میلادی  و آغاز مرحله ی آخر جنگ مریم مقدس با اهریمن می باشد. این عدد شروع عهد مریمی را نیز نشان میدهد.بانو مقدس بر روی کره ی زمین ایستاده است از دست های ایشان پرتو های نورانی مانند آبشار بر روی زمین روان است.گرداگرد قاب بیضوی در نزدیکی لبه های آن دعای زیبای ((آه ای مریم مقدس که بدون گناه باردار گشتی،به تو متوسل میشویم برای ما دعا کن)) به چشم میخورد

## نماد
روی مدال
- مادر، آغوش باز، نمایانگر برگشت به او
- هاله پشت سر، معصومیت، نطفه پاک
- تضمین بهشت، کره خاکی زیر پای اوست
- شفاعت، پرتوی که از دست‌هایش می‌آید نماد برکت است.
- حمایت، نابودکننده مار.

پشت مدال
- حرف م نشان نام مریم نماد مادر
- صلیب و پایه‌ها، صلیب نجات‌دهنده با شفاعت مریم
- ۱۲ ستاره، نماد حواریون مسیح
- قلب سمت چپ، قلب مسیح که برای بخشیده شدن گناه بشریت کشته شد.
- قلب سمت راست، پاکی قلب مریم برای شفاعت گناهکاران
- شعله‌های اطراف دو قلب، عشق سوزان مسیح و مریم مقدس برای دین کاتولیک.